# Itaipé
Itaipé is een gemeente in de Braziliaanse deelstaat Minas Gerais. De gemeente telt 12.072 inwoners (schatting 2009).

## Aangrenzende gemeenten
De gemeente grenst aan Caraí, Catuji, Ladainha, Novo Cruzeiro en Teófilo Otoni.